# Hoya memoria
Hoya memoria är en oleanderväxtart som beskrevs av Kloppenb.. Hoya memoria ingår i släktet Hoya och familjen oleanderväxter. Inga underarter finns listade i Catalogue of Life.